# オーストリア社会民主党
オーストリア社会民主党（オーストリアしゃかいみんしゅとう、ドイツ語：Sozialdemokratische Partei Österreichs, 略称：SPÖ）は、オーストリアの中道左派、社会民主主義政党。社会主義インターナショナル加盟。現在の党首はアンドレアス・バブラー。
この項目では前身のオーストリア社会党などについても扱う。

## 概要
前身はオーストリア＝ハンガリー二重帝国時代の1888年に結党されたオーストリア社会民主労働党（Sozialdemokratische Arbeiterpartei Österreichs、略称:SDAPÖ）である。1934年、ファシズム化のなかでいったん解散させられたが、第二次世界大戦後、オーストリア社会党（Sozialistische Partei Österreichs / 略称:SPÖ）として再建され、1991年に現在の「オーストリア社会民主党」に改称した。戦後の長い期間、国民党と大連立を組んで政権与党となっていたが、2017年以降はオーストリア国民議会の第二党であり、野党第一党である。

## 沿革

### 結党 - 第一次大戦期
社会民主党の源流は、1874年のノイデルフル会議で結成された、オーストリア＝ハンガリー二重帝国支配下の諸民族の社会主義政党の連合体である。その後1880年代にこの連合体は分裂状態に陥ったが、1888年、V・アドラーの努力により1888年12月30日から翌1889年1月1日にハインフェルト大会が開かれ、ここでラッサール派のグループとマルクス派のグループが再統合され、「オーストリア社会民主労働党」（以下「社会民主党」）が結党された。この大会で決定されたハインフェルト綱領は、労働者の経済的従属・政治的無権利状態からの解放、労働手段の社会化、労働者保護立法の制定、8時間労働制の実施、選挙法の改革などを主張していた。1889年には機関紙『労働者新聞（Arbeiter Zeitung）』（1936年まで発行）、1907年には理論機関誌『闘争（Der Kampf）』（1938年まで発行）がそれぞれ創刊され、特に後者はレンナー・バウアーら、次世代の「オーストロ＝マルクス主義者」の理論家たちの活動拠点となった。
結党時の党員数は15,000人で、普通選挙が一部導入された1897年の選挙で初めて帝国議会でに進出（議席数14）、さらに1907年の普通平等直接選挙により社会民主党は議席数87を有する大政党へと発展した。この当時、オーストリア社会民主党が有する際だった特徴は、二重帝国の状況を反映して民族別（ドイツ系・チェコ系・ポーランド＝ウクライナ系・イタリア系・南スラヴ系）に組織された党の連合組織になっていた点（1897年の「ヴィンベルク党会議」以降）である。この点で社会民主党は、それが加盟する第二インターナショナルの縮図（「小インターナショナル」）としての性格を持っており、また民族を超える労働者の連帯をめざしていたことから特定の民族的基盤をおかない政党であったことも、他の二重帝国の政党と大きく異なっていた。しかし以上のような組織形態を背景に党は民族間の対立、特に労働組合の組織をめぐるドイツ人とチェコ人の対立に悩まされることとなった。このことから社会民主党は1899年、ブリュンでの党大会で民族綱領（ブリュン綱領）を決定し、二重帝国の「民主的な諸民族の連邦国家」への改組を求めた。しかし民族間の対立は解決不能な状態となり、社会民主党が議会の最大政党となった1911年にはチェコ人組織が社会民主党から分離しチェコ社会民主党として独立した。1914年、第一次世界大戦が勃発すると党内ではそれまで力を持っていた反戦論が後退し、「祖国防衛戦争」としてオーストリア＝ハンガリーの参戦と戦争遂行政策を支持する、いわゆる城内平和路線をとった。しかし、これに不満を抱くF・アドラーら党内少数派（左派）は反戦活動を展開してV・アドラー、レンナーらの主流派を批判、戦局が不利になるにしたがって次第に支持を拡大した。

### 両大戦間期

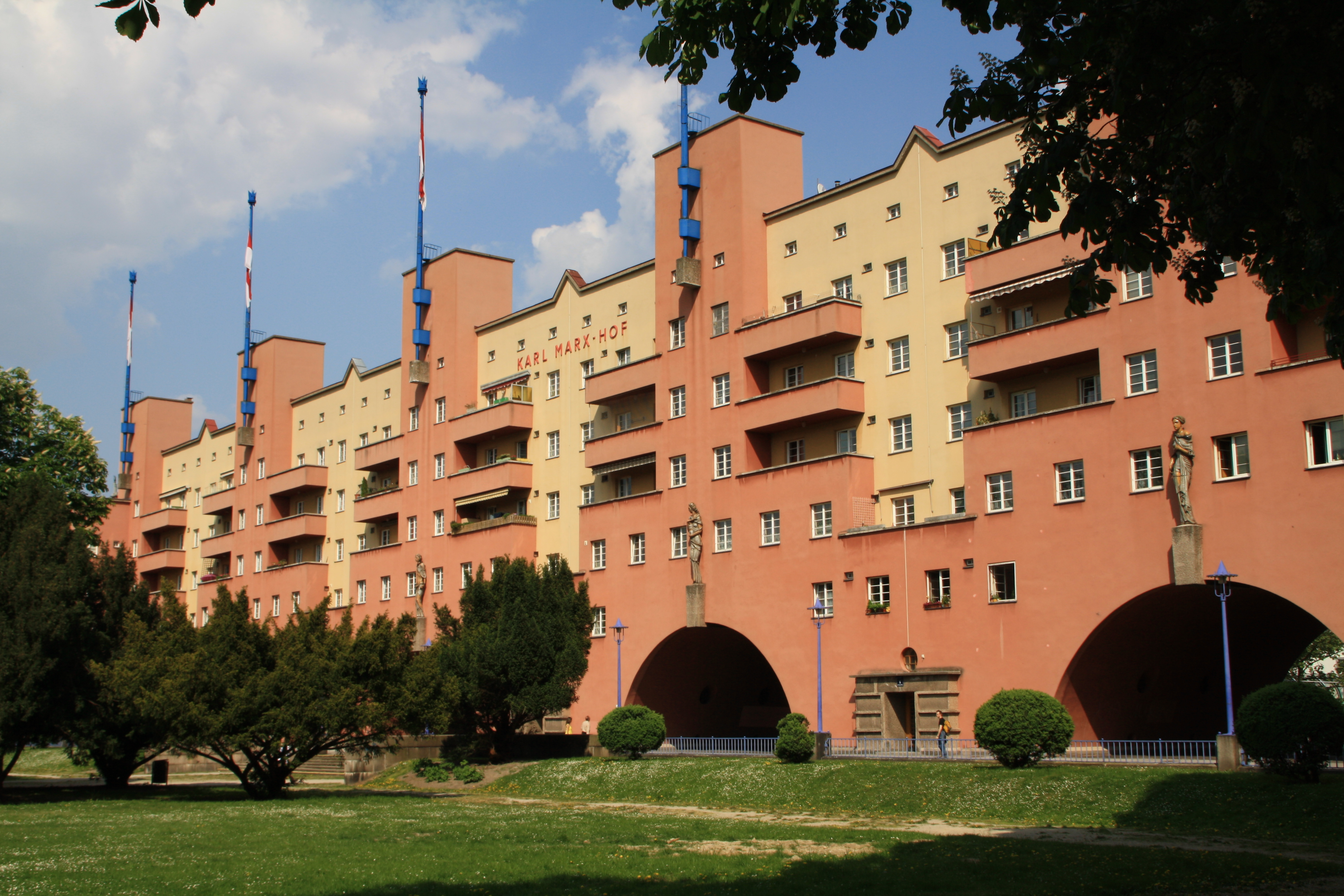
カール・マルクス・ホーフ / ウィーンの社民党市政によって建設された大型公営集合住宅で、左右が武装衝突した2月内乱の舞台となり、軍による砲撃を受けた。

第一次大戦末期の1918年10月、二重帝国は崩壊し、翌11月にはオーストリア共和国が発足（オーストリア革命）し、レンナーを首相とする、社会民主党とキリスト教社会党の連立政権が発足した。バウアーやF・アドラーら左派が主導権を掌握した社会民主党は共和国樹立に大きな役割を果たしたものの社会主義革命による権力奪取の途を取らず、ブルジョワ自由主義派と連合することで経済的に「社会化」（私的所有の国家・国民所有への移管）を進めながら選挙による党勢拡大をはかり革命の機会を待つという方針を選択した。1919年2月の選挙で社会民主党は全投票数の40.8％を獲得して69議席を占め、この年の党員数は332,000人に達していた。そののちキリスト教社会党との対立が表面化して1920年の選挙後に政権を離脱した社会民主党は、戦間期において再び政権に就くことはなかったが、キリスト教社会党と並ぶ二大政党として国内政治の主導権を掌握し、特に党の基盤であったウィーンの市政を支配（1919年以降）し行政・社会政策に積極的に取り組み「赤いウィーン」と称された。さらに1923年には党の民兵組織として「防衛同盟」が発足した。
その反面、国際的に見ればオーストリア社会民主党は、敗戦による二重帝国の解体を通じ、オーストリアが国際政治の中で急速に影響力を失っていったのに比例し、組織下の民族別社会主義政党が独立していった結果、国際社会主義運動の中での影響力を失った。こうした中で、オーストリア社会民主党は、大戦とロシア革命の結果生じた社会主義陣営の分裂を阻止して再統一をはかる、調整主義的な路線を取るようになった。1921年にはオーストリア社会民主党を中心にウィーン・インターナショナル（いわゆる「第二半インターナショナル」）が設立され、大戦と第二インター（社会民主主義派）とコミンテルン（第三インター / ソ連共産主義派）の分裂を調停し、社会主義者の国際組織の再統一をめざした。ウィーン・インターの運動はレーニンらロシア共産党（ボリシェヴィキ）から激しい批判を受け、またほどなくしてウィーン・インター自体が第二インターに吸収（1923年）され社会主義労働インターナショナルが発足したことからほとんど成果を上げることは出来なかった。
しかしオーストリア一国で見るならば、第二インターに加盟していた他国の諸政党がコミンテルン支持派（概ね共産党を名乗った）と第二インター支持派（概ね社会党もしくは社会民主党）に分裂していったのと異なり、左右の意見の対立を抱えながらも党の統一を守った（1918年結党のオーストリア共産党は弱小勢力に止まった）のは特徴的である。大戦後に左派指導部が城内平和政策を支持した愛国主義的な右派を「（党の）統一と団結」の名の下に免罪した（この点においてもレーニンからの批判を受けた）のもその一環であった。社会民主党は1926年のリンツ綱領で、自らの立場を「改良主義とボリシェヴィズムの間に」位置づける「第三の道」を定式化した。この綱領ではまた、ブルジョワジーが反革命によって民主主義を破壊しようとする場合、労働者階級が国内戦により国家権力を掌握することが確認されたが、翌1927年7月の労働者デモと警官隊の衝突事件による弾圧により社会民主党の勢力は後退を余儀なくされた。
1930年代におけるナチス（およびそれと軌を一にしたオーストロファシズム）の台頭は、社会民主党との対立を激化させた。これを背景に1934年2月、独裁色を強めるドルフス政権および右派「護国団」に挑発された社会民主党および「防衛同盟」の蜂起が起こった（2月内乱）。市街戦に敗北した社会民主党は解散処分を受け、ウィーンの社会民主党市政も終焉した。バウアーら指導部の一部は国外に亡命して「革命的社会主義者」グループを形成、『労働者新聞』『闘争』の地下出版など非合法活動を進めた。

### 第二次大戦後

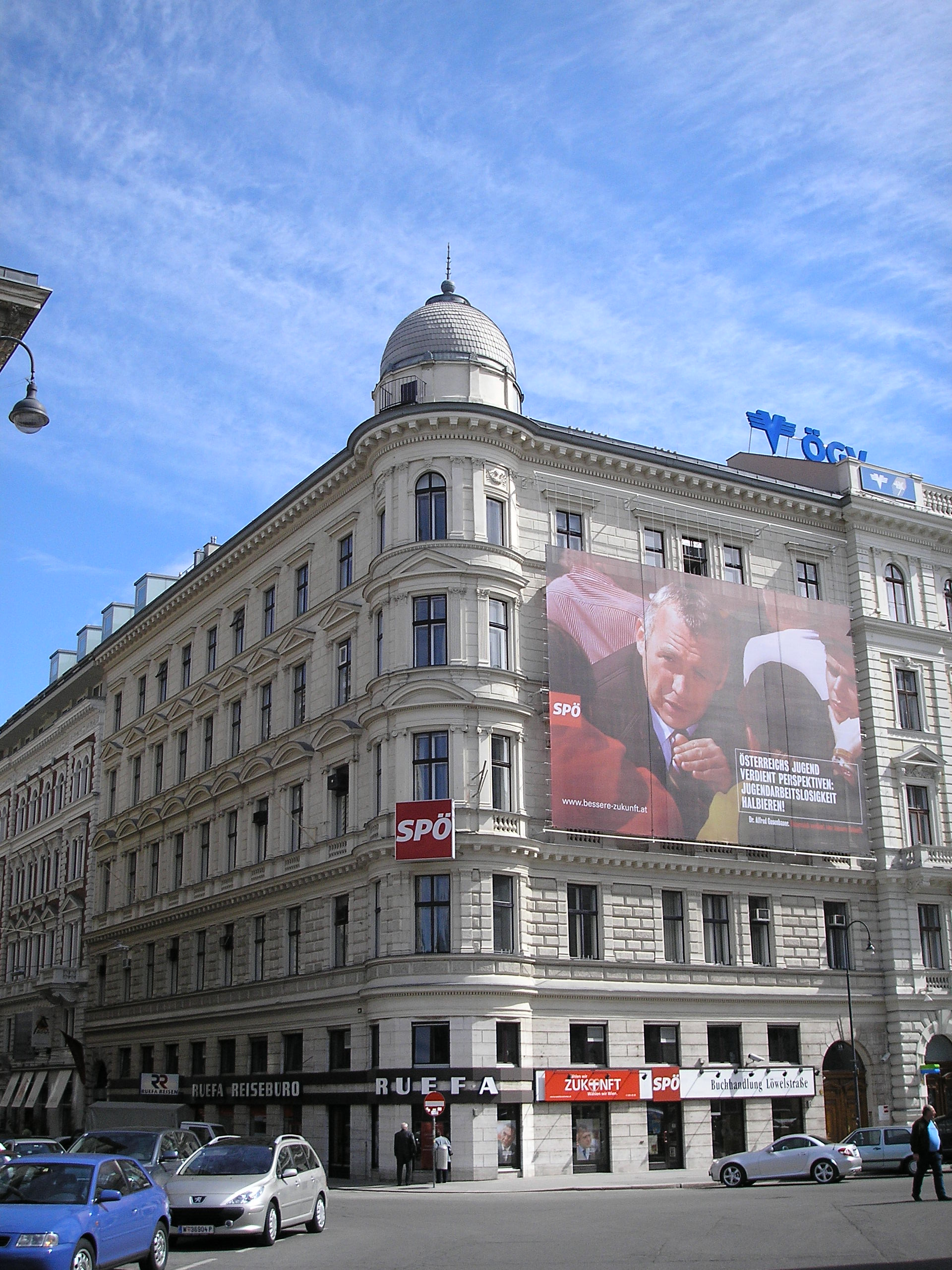
ウィーンにある党本部

ナチス・ドイツ崩壊後の1945年5月、「革命的社会主義者」と国内にとどまった社会民主主義者は再び統合し、「オーストリア社会党」として党を再建、指導者のレンナーは暫定政府首相となり、同年12月には大統領に就任した。両大戦間期に党の主導権を掌握していた左派（革命的社会主義者）は、その活動家の多くが先述の2月内乱に参加したため、戦時期を含め長期間にわたる亡命生活を余儀なくされており、戦後幸いにして帰国できた者も党への影響力を喪失していた。こうして左派の党内での影響力は大きく後退した。
そして社会党は戦後長く議会第1党の座を占め続け、キリスト教社会党の後身であるオーストリア国民党と二大政党制を担ったが、戦間期におけるキリスト教社会党との激しい対立抗争が、結果的にオーストロファシズムの台頭と独裁体制を招き寄せたという反省から、国民党との協調関係を維持し、1945年から1965年までの20年間にわたり、同党との連立政権を維持した（この背景には戦後の国民党がそれまでのキリスト教イデオロギー政党としての色彩を薄め、穏健な保守政党に変化したという事情もあった）。1980年代後半以降、社会党は再び国民党と大連立政権を組み、1991年には現在の「オーストリア社会民主党」に改称した。
1999年に国民党が極右政党であるオーストリア自由党と連立を組んだため野党に転落し、2002年の国民議会（下院）選挙では36年ぶりに第1党の座を失ってしまった。2006年の国民議会選挙では、議会第1党の座を奪回し、グーゼンバウアー党首が連邦首相となった。2008年の国民議会選挙では、議会第一党の座を守ったものの、11議席を減らした。
2013年の国民議会選挙でも極右の自由党や欧州懐疑主義の新党チーム・シュトロナハなどが得票を伸ばしたため、社会民主党は第一党の座は維持したものの議席を5議席減らし、大連立を組む両党で辛うじて過半数を維持するにとどまった。
2017年オーストリア国民議会選挙では、52議席を維持したが国民党が議会第1党となって自由党との連立を選択したため、下野することになった。
2018年11月の党大会ではパメラ・レンディ＝ヴァーグナーが100年以上続く党の歴史上初の女性党首に選出された。
2019年オーストリア国民議会選挙では、12議席を失い、40議席となった。